# Бархаты
Бархаты — деревня в Ирбитском МО Свердловской области, Россия.

## Географическое положение
Деревня Бархаты «Ирбитского муниципального образования» находится в 16 километрах (по автотрассе в 19 километрах) к востоку от города Ирбит, на левом берегу реки Ница. В окрестностях деревни расположены озера-старицы Ближнее, Осиновое, Мочище.

## История деревни
Топоним Бархат со старорусского означает  барка, сплавное судно.

## Население
| 2002 | 2010 | 2021 |
| ---- | ---- | ---- |
| 12   | ↘7   | ↘6   |